# Wydział Prawa Uniwersytetu Komeńskiego w Bratysławie

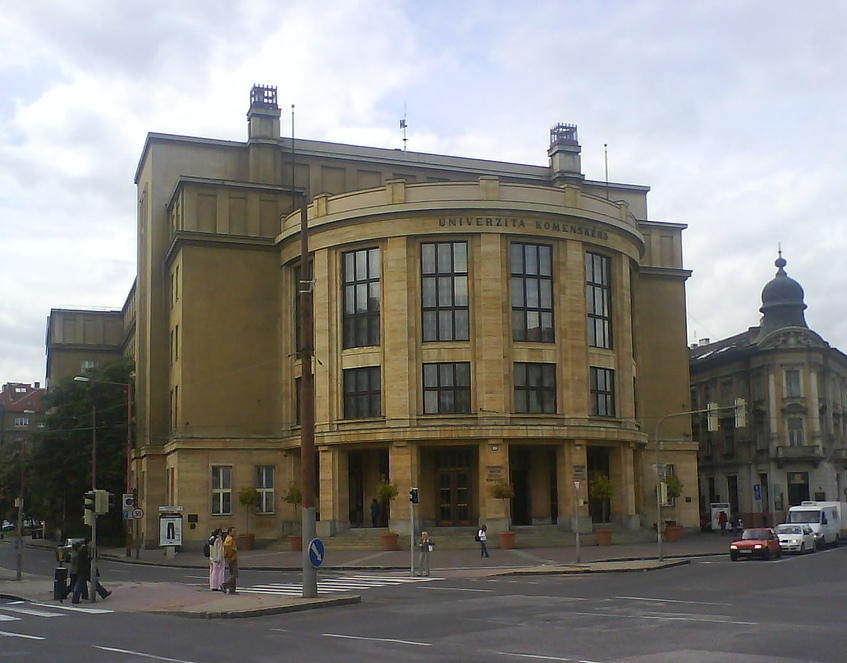
Siedziba wydziału

Wydział Prawa Uniwersytetu Komeńskiego w Bratysławie (słow. Právnická fakulta Univerzity Komenského v Bratislave) – wydział prawa słowackiego Uniwersytetu Komeńskiego z siedzibą w Bratysławie.

## Niektórzy profesorowie
- prof. Jozef Klimko (historia państwa i prawa)
- prof. JUDr. PhDr. Tomáš Gábriš, PhD. LL.M. MA. (teoria państwa i prawa)
- prof. Mojmír Mamojka (prawo handlowe)
- prof. Katarína Tóthová (prawo administracyjne)

## Absolwenci
- Zuzana Čaputová, prezydent Słowacji 2019–
- Milan Čič, 1989–1990 premier Słowacji
- Robert Fico (1986), od 2006 premier Słowacji
- Ivan Gašparovič (1964), od 2004 prezydent Słowacji
- Juraj Horváth, od 2006 przewodn. Komisji Spraw Zagranicznych Rady Narodowej
- Daniel Lipšic (1996), 2002–2006 wicepremier i minister sprawiedliwości
- Juraj Migaš – słowacki dyplomata
- Maroš Šefčovič – słowacki dyplomowata, wiceprzewodniczący KE
- Vojtech Tkáč (1972), 1993–1994 minister pracy
- Katarína Tóthová (1962), 1992–1994 minister sprawiedliwości, 1994–1998 wicepremier
- Lucia Žitňanská (1987), w 2006 wicepremier i minister sprawiedliwości